# Родникове (селище)
Роднико́ве — селище в Україні, у Кальміуській міській громаді Кальміуського району Донецької області. Населення становить 417 осіб.

## Загальні відомості
Відстань до селища Старобешеве становить близько 15 км і проходить переважно автошляхом Т 0508.
Із 2014 р. внесено до переліку населених пунктів на Сході України, на яких тимчасово не діє українська влада.

## Населення
За даними перепису 2001 року населення селища становило 417 осіб, із них 14,15 % зазначили рідною мову українську, 82,49 % — російську, 2,88 % — грецьку та 0,24 % — німецьку мову.